# Claudia Leitte
Claudia Leitte (São Gonçalo, 1980. július 10. –) brazil énekesnő. 2002-ben az Axé együttessel, a Babado Novo együttes énekeseként vált ismertté.

## Pályakép
Claudia Leitte a Babado Novo Axé csoport énekeseként és vezetőjeként kezdte pályafutását. A csapat sorozatosan gyémántlemez siketeket ért el Brazíliában, valamint öt arany- és platinalemezt nyert el 2003 és 2007 között. 2008-as elválásuk után sikeres szólókarrierbe kezdett számos turnéval, mint például a „Sette Tour” (2009) és az „As Máscaras e Rhytmos Tour (2010). Első szólóalbumát „Ao Vivo em Copacabana” címmel 2008. február 17-én vette fel a Copacabana Beach-en, 700 000 néző előtt. A háromszoros platina minősítés az énekesnőt Brazília egyik legnagyobb sztárjává tette.
Brazilián kívül is fellépett nagy rendezvényeken, mint például a brazil napokon Miamiban. Támogatási szerződést kötött a Guaraná Antarctica italmárkával.
Claudia Leitte támogatja a drogellenes kampányokat.

## Albumok
- 2003: Babado Novo, Sem Vergonha
- 2004: Uau! Ao Vivo em Salvador
- 2005: O Diário de Claudinha
- 2006: Ver-te Mar
- 2010: As Máscaras
- 2014: Sette

## Filmek
- Claudia Leitte az IMDb-n

## Díjak
- 2012: The Voice Brasil